# Pyrgophora cornuta
Pyrgophora cornuta är en insektsart som beskrevs av Evans 1959. Pyrgophora cornuta ingår i släktet Pyrgophora och familjen dvärgstritar. Inga underarter finns listade i Catalogue of Life.